# West Ham United Football Club 2022-2023
Questa voce raccoglie le informazioni riguardanti il West Ham United Football Club nelle competizioni ufficiali della stagione 2022-2023.

## Maglie e sponsor
|  | Casa | Trasferta | 3ª divisa |

## Rosa
Rosa aggiornata al 17 marzo 2023.
| N. |                           | Ruolo | Calciatore        |
| -- | ------------------------- | ----- | ----------------- |
| 1  | Polonia (bandiera)        | P     | Łukasz Fabiański  |
| 2  | Inghilterra (bandiera)    | D     | Ben Johnson       |
| 3  | Inghilterra (bandiera)    | D     | Aaron Cresswell   |
| 4  | Francia (bandiera)        | D     | Kurt Zouma        |
| 5  | Rep. Ceca (bandiera)      | D     | Vladimír Coufal   |
| 7  | Italia (bandiera)         | A     | Gianluca Scamacca |
| 8  | Spagna (bandiera)         | C     | Pablo Fornals     |
| 9  | Giamaica (bandiera)       | A     | Michail Antonio   |
| 10 | Argentina (bandiera)      | C     | Manuel Lanzini    |
| 11 | Brasile (bandiera)        | C     | Lucas Paquetá     |
| 12 | Inghilterra (bandiera)    | D     | Flynn Downes      |
| 13 | Francia (bandiera)        | P     | Alphonse Areola   |
| 14 | Costa d'Avorio (bandiera) | A     | Maxwel Cornet     |
| 15 | Inghilterra (bandiera)    | D     | Craig Dawson      |
| 18 | Inghilterra (bandiera)    | A     | Danny Ings        |
| 20 | Inghilterra (bandiera)    | A     | Jarrod Bowen      |
| 21 | Italia (bandiera)         | D     | Angelo Ogbonna    |
| 22 | Algeria (bandiera)        | A     | Saïd Benrahma     |
| 24 | Germania (bandiera)       | D     | Thilo Kehrer      |
| 27 | Marocco (bandiera)        | D     | Nayef Aguerd      |

| N. |                             | Ruolo | Calciatore             |
| -- | --------------------------- | ----- | ---------------------- |
| 28 | Rep. Ceca (bandiera)        | C     | Tomáš Souček           |
| 32 | Irlanda (bandiera)          | C     | Conor Coventry         |
| 33 | Italia (bandiera)           | D     | Emerson Palmieri       |
| 37 | Brasile (bandiera)          | D     | Luizão                 |
| 40 | Irlanda (bandiera)          | D     | Armstrong Okoflex      |
| 41 | Inghilterra (bandiera)      | C     | Declan Rice (capitano) |
| 46 | Francia (bandiera)          | D     | Pierre Ekwah           |
| 48 | Inghilterra (bandiera)      | D     | Jamal Baptiste         |
| 49 | Inghilterra (bandiera)      | P     | Joseph Anang           |
| 50 | Scozia (bandiera)           | D     | Harrison Ashby         |
| 51 | Inghilterra (bandiera)      | C     | Daniel Chesters        |
| 53 | Inghilterra (bandiera)      | D     | Levi Laing             |
| 58 | Inghilterra (bandiera)      | C     | Kamarai Simon-Swyer    |
| 59 | Inghilterra (bandiera)      | C     | Keenan Forson          |
| 62 | Inghilterra (bandiera)      | C     | Freddie Potts          |
| 65 | Irlanda del Nord (bandiera) | D     | Michael Forbes         |
| 68 | Inghilterra (bandiera)      | D     | Oliver Scarles         |
| 70 | Inghilterra (bandiera)      | D     | Kaelan Casey           |
| 72 | Inghilterra (bandiera)      | A     | Divine Mubaba          |

## Calciomercato

### Sessione estiva
| Acquisti | Acquisti          | Acquisti        | Acquisti                              |
| R.       | Nome              | da              | Modalità                              |
| -------- | ----------------- | --------------- | ------------------------------------- |
| C        | Lucas Paquetá     | Olympique Lione | acquisto definitivo (42,95 milioni €) |
| A        | Gianluca Scamacca | Sassuolo        | acquisto definitivo (36 milioni €)    |
| D        | Nayef Aguerd      | Rennes          | acquisto definitivo (35 milioni €)    |
| A        | Maxwel Cornet     | Burnley         | acquisto definitivo (20,7 milioni €)  |
| D        | Emerson Palmieri  | Chelsea         | acquisto definitivo (15,4 milioni €)  |
| D        | Thilo Kehrer      | PSG             | acquisto definitivo (12 milioni €)    |
| C        | Flynn Downes      | Swansea City    | acquisto definitivo (10,65 milioni €) |
| P        | Alphonse Areola   | PSG             | acquisto definitivo (9,30 milioni €)  |

| Cessioni | Cessioni          | Cessioni      | Cessioni                             |
| R.       | Nome              | a             | Modalità                             |
| -------- | ----------------- | ------------- | ------------------------------------ |
| D        | Issa Diop         | Fulham        | cessione definitiva (17,8 milioni €) |
| A        | Andrij Jarmolenko | Al-Ain        | cessione definitiva (gratuita)       |
| D        | Ryan Fredericks   | Bournemouth   | cessione definitiva (gratuita)       |
| C        | Nikola Vlašić     | Torino        | prestito                             |
| D        | Arthur Masuaku    | Beşiktaş      | prestito                             |
| C        | Mark Noble        |               | ritiro                               |
| P        | David Martin      |               | svincolato                           |
| P        | Alphonse Areola   | PSG           | fine prestito                        |
| C        | Alex Kral         | Spartak Mosca | fine prestito                        |

### Sessione invernale
| Acquisti | Acquisti   | Acquisti    | Acquisti                           |
| R.       | Nome       | da          | Modalità                           |
| -------- | ---------- | ----------- | ---------------------------------- |
| A        | Danny Ings | Aston Villa | acquisto definitivo (12 milioni €) |
| D        | Luizão     | San Paolo   | acquisto definitivo (gratuito)     |

| Cessioni | Cessioni        | Cessioni      | Cessioni                             |
| R.       | Nome            | a             | Modalità                             |
| -------- | --------------- | ------------- | ------------------------------------ |
| D        | Craig Dawson    | Wolverhampton | cessione definitiva (3,75 milioni €) |
| P        | Darren Randolph | Bournemouth   | cessione definitiva (gratuita)       |
| C        | Conor Coventry  | Rotherham Utd | cessione definitiva (gratuita)       |

## Risultati
Dati aggiornati al 28 maggio 2023.

### Premier League

#### Girone di andata
| Arbitro: | Oliver |

|  |           |                         |
|  | Marcatori | 36’ (rig.), 65’ Haaland |

| Arbitro: | Jones |

|               |           |  |
| Awoniyi 45+2’ | Marcatori |  |

| Arbitro: | Taylor |

|  |           |                                      |
|  | Marcatori | 22’ (rig.) Mac Allister 66’ Trossard |

| Arbitro: | Coote |

|  |           |             |
|  | Marcatori | 74’ Fornals |

| Arbitro: | Bankes |

|            |           |                   |
| Souček 55’ | Marcatori | 34’ (aut.) Kehrer |

| Arbitro: | Madley |

|                          |           |             |
| Chilwell 76’ Havertz 88’ | Marcatori | 62’ Antonio |

| Arbitro: | Pawson |

|           |           |                                            |
| Zouma 40’ | Marcatori | 6’, 46’ Wilson 13’, 90’ Joelinton 82’ Isak |

| Arbitro: | Oliver |

|            |           |  |
| Maupay 53’ | Marcatori |  |

| Arbitro: | Tierney |

|                        |           |  |
| Scamacca 29’ Bowen 54’ | Marcatori |  |

| Arbitro: | Kavanagh |

|                                             |           |            |
| Bowen 29’ (rig.) Scamacca 62’ Antonio 90+1’ | Marcatori | 5’ Pereira |

| Arbitro: | Bankes |

|             |           |          |
| Perraud 20’ | Marcatori | 64’ Rice |

| Arbitro: | Attwell |

|           |           |  |
| Núñez 22’ | Marcatori |  |

| Arbitro: | Coote |

|                                 |           |  |
| Zouma 45’ Benrahma 90+2’ (rig.) | Marcatori |  |

| Arbitro: | Kavanagh |

|              |           |  |
| Rashford 38’ | Marcatori |  |

| Arbitro: | Tierney |

|              |           |                      |
| Benrahma 20’ | Marcatori | 41’ Zaha 90+4’ Olise |

| Arbitro: | Gillett |

|  |           |                        |
|  | Marcatori | 8’ Maddison 78’ Barnes |

| Arbitro: | Oliver |

|                                     |           |                     |
| Saka 53’ Martinelli 58’ Nketiah 69’ | Marcatori | 27’ (rig.) Benrahma |

| Arbitro: | England |

|  |           |                       |
|  | Marcatori | 18’ Toney 43’ Dasilva |

| Arbitro: | Coote |

|                        |           |                                 |
| Gnonto 28’ Rodrigo 70’ | Marcatori | 44’ (rig.) Paquetá 46’ Scamacca |

#### Girone di ritorno
| Arbitro: | Hooper |

|             |           |  |
| Podence 48’ | Marcatori |  |

| Arbitro: | Attwell |

|                |           |  |
| Bowen 34’, 41’ | Marcatori |  |

| Arbitro: | Bankes |

|           |           |             |
| Wilson 3’ | Marcatori | 32’ Paquetá |

| Arbitro: | Pawson |

|             |           |                |
| Emerson 28’ | Marcatori | 16’ João Félix |

| Arbitro: | Oliver |

|                           |           |  |
| Emerson Royal 56’ Son 72’ | Marcatori |  |

| Arbitro: | Gillett |

|                                    |           |  |
| Ings 70’, 73’ Rice 78’ Antonio 85’ | Marcatori |  |

| Arbitro: | Attwell |

|                                                            |           |  |
| Mac Allister 18’ (rig.) Veltman 51’ Mitoma 69’ Welbeck 89’ | Marcatori |  |

| Arbitro: | Kavanagh |

|                     |           |             |
| Benrahma 26’ (rig.) | Marcatori | 17’ Watkins |

| Arbitro: | Brooks |

|                               |           |  |
| Aké 49’ Haaland 70’ Foden 85’ | Marcatori |  |

| Arbitro: | Tierney |

|            |           |  |
| Aguerd 25’ | Marcatori |  |

| Arbitro: | Gillett |

|  |           |                 |
|  | Marcatori | 23’ (aut.) Reed |

| Arbitro: | Coote |

|                               |           |                       |
| Benrahma 33’ (rig.) Bowen 54’ | Marcatori | 7’ Jesus 10’ Ødegaard |

| Arbitro: | Taylor |

|  |           |                                             |
|  | Marcatori | 5’ Antonio 12’ Paquetá 43’ Rice 72’ Fornals |

| Arbitro: | Kavanagh |

|             |           |                     |
| Paquetá 12’ | Marcatori | 18’ Gakpo 67’ Matip |

| Arbitro: | Pawson |

|                                              |           |                                  |
| Ayew 15’ Zaha 20’ Schlupp 30’ Eze 66’ (rig.) | Marcatori | 9’ Souček 35’ Antonio 72’ Aguerd |

| Arbitro: | Bankes |

|              |           |  |
| Benrahma 27’ | Marcatori |  |

| Arbitro: | Oliver |

|                      |           |  |
| Mbeumo 20’ Wissa 43’ | Marcatori |  |

| Arbitro: | Bankes |

|                                  |           |             |
| Rice 31’ Bowen 72’ Lanzini 90+4’ | Marcatori | 17’ Rodrigo |

| Arbitro: | Hooper |

|                     |           |             |
| Barnes 34’ Faes 62’ | Marcatori | 79’ Fornals |

### FA Cup
| Arbitro: | Marriner |

|  |           |              |
|  | Marcatori | 79’ Benrahma |

| Arbitro: | Bramall |

|  |           |                       |
|  | Marcatori | 10’ Bowen 50’ Antonio |

| Arbitro: | Salisbury |

|                                           |           |              |
| Aguerd 77’ (aut.) Garnacho 90’ Fred 90+5’ | Marcatori | 54’ Benrahma |

### League Cup
| Arbitro: | Bramall |

|                                                                                 |                       |                                                                                     |
| Fornals 38’ Antonio 78’                                                         | Marcatori             | 6’ Vale 88’ Brereton Diaz                                                           |
| Benrahma Bowen Scamacca Antonio Lanzini Johnson Cresswell Downes Aguerd Ogbonna | Tiri di rigore 9 – 10 | Brereton Diaz Hyam Dolan Buckley Szmodics Edun Rankin-Costello Carter Hirst Garrett |

### UEFA Europa Conference League

#### Spareggi
| Arbitro: | Di Bello |

|                                    |           |           |
| Scamacca 23’ Bowen 64’ Antonio 78’ | Marcatori | 69’ Bonde |

| Arbitro: | Lechner |

|  |           |                                      |
|  | Marcatori | 22’ Scamacca 51’ Benrahma 63’ Souček |

#### Fase a gironi
| Arbitro: | Bastien |

|                                          |           |            |
| Bowen 69’ (rig.) Emerson 74’ Antonio 90’ | Marcatori | 34’ Cordea |

| Arbitro: | Verissimo |

|                       |           |                                            |
| Kusk 5’ Tengstedt 75’ | Marcatori | 13’ (rig.) Lanzini 25’ Scamacca 38’ Dawson |

| Arbitro: | Simović |

|  |           |              |
|  | Marcatori | 79’ Scamacca |

| Arbitro: | Delajod |

|                        |           |                     |
| Benrahma 14’ Bowen 30’ | Marcatori | 89’ (rig.) Esposito |

| Arbitro: | Hyytiä |

|                    |           |  |
| Lanzini 24’ (rig.) | Marcatori |  |

| Arbitro: | Stegemann |

|  |           |                                  |
|  | Marcatori | 40’, 65’ Fornals 56’ (aut.) Dawa |

#### Fase a eliminazione diretta
| Arbitro: | Eskås |

|  |           |                    |
|  | Marcatori | 36’, 45+2’ Antonio |

| Arbitro: | Kabakov |

|                                        |           |  |
| Scamacca 20’ Bowen 46’, 49’ Mubama 65’ | Marcatori |  |

| Arbitro: | Sidiropoulos |

|             |           |            |
| Cuypers 56’ | Marcatori | 45+3’ Ings |

| Arbitro: | Grinfeld |

|                                              |           |             |
| Antonio 37’, 63’ Paquetá 55’ (rig.) Rice 58’ | Marcatori | 26’ Cuypers |

| Arbitro: | Umut Meler |

|                                 |           |               |
| Benrahma 67’ (rig.) Antonio 76’ | Marcatori | 41’ Reijnders |

| Arbitro: | Kružliak |

|  |           |               |
|  | Marcatori | 90+4’ Fornals |

#### Finale
| Arbitro: | del Cerro Grande |

|                 |           |                               |
| Bonaventura 67’ | Marcatori | 62’ (rig.) Benrahma 90’ Bowen |

## Statistiche
Statistiche aggiornate al 28 maggio 2023.

### Statistiche di squadra
| Competizione      | Punti | In casa | In casa | In casa | In casa | In casa | In casa | In trasferta | In trasferta | In trasferta | In trasferta | In trasferta | In trasferta | Totale | Totale | Totale | Totale | Totale | Totale | DR  |
| Competizione      | Punti | G       | V       | N       | P       | Gf      | Gs      | G            | V            | N            | P            | Gf           | Gs           | G      | V      | N      | P      | Gf     | Gs     | DR  |
| ----------------- | ----- | ------- | ------- | ------- | ------- | ------- | ------- | ------------ | ------------ | ------------ | ------------ | ------------ | ------------ | ------ | ------ | ------ | ------ | ------ | ------ | --- |
| Premier League    | 40    | 19      | 8       | 4       | 7       | 26      | 24      | 19           | 3            | 3            | 13           | 16           | 31           | 38     | 11     | 7      | 20     | 42     | 55     | -13 |
| FA Cup            | -     | 0       | 0       | 0       | 0       | 0       | 0       | 3            | 2            | 0            | 1            | 4            | 3            | 3      | 2      | 0      | 1      | 4      | 3      | +1  |
| League Cup        | -     | 1       | 0       | 1       | 0       | 2       | 2       | 0            | 0            | 0            | 0            | 0            | 0            | 1      | 0      | 1      | 0      | 2      | 2      | 0   |
| Conference League | 15    | 7       | 7       | 0       | 0       | 19      | 5       | 8            | 7            | 1            | 0            | 15           | 3            | 15     | 14     | 1      | 0      | 36     | 9      | +27 |
| Totale            | -     | 27      | 15      | 5       | 7       | 47      | 31      | 30           | 12           | 4            | 14           | 35           | 37           | 58     | 28     | 9      | 21     | 84     | 69     | +17 |

### Andamento in campionato
| Giornata  | 1  | 2  | 3  | 4  | 5  | 6  | 7  | 8  | 9  | 10 | 11 | 12 | 13 | 14 | 15 | 16 | 17 | 18 | 19 | 20 | 21 | 22 | 23 | 24 | 25 | 26 | 27 | 28 | 29 | 30 | 31 | 32 | 33 | 34 | 35 | 36 | 37 | 38 |
| --------- | -- | -- | -- | -- | -- | -- | -- | -- | -- | -- | -- | -- | -- | -- | -- | -- | -- | -- | -- | -- | -- | -- | -- | -- | -- | -- | -- | -- | -- | -- | -- | -- | -- | -- | -- | -- | -- | -- |
| Luogo     | C  | T  | C  | T  | C  | T  | C  | T  | C  | C  | T  | T  | C  | T  | C  | C  | T  | C  | T  | T  | C  | T  | C  | T  | C  | T  | C  | T  | C  | T  | C  | T  | C  | T  | C  | T  | C  | T  |
| Risultato | P  | P  | P  | V  | N  | P  | P  | P  | V  | V  | N  | P  | V  | P  | P  | P  | P  | P  | N  | P  | V  | N  | N  | P  | V  | P  | N  | P  | V  | V  | N  | V  | P  | P  | V  | P  | V  | P  |
| Posizione | 19 | 19 | 20 | 16 | 14 | 18 | 15 | 18 | 13 | 12 | 13 | 10 | 13 | 15 | 16 | 16 | 17 | 17 | 17 | 18 | 16 | 17 | 16 | 18 | 16 | 16 | 17 | 15 | 15 | 14 | 15 | 13 | 15 | 15 | 15 | 15 | 14 | 14 |

Legenda:

Luogo: C = Casa; T = Trasferta. Risultato: R = Rinviata; V = Vittoria; N = Pareggio; P = Sconfitta.

### Statistiche individuali
| Giocatore      | Premier League | Premier League | Premier League | Premier League | FA Cup   | FA Cup | FA Cup      | FA Cup     | EFL Cup  | EFL Cup | EFL Cup     | EFL Cup    | Conference League | Conference League | Conference League | Conference League | Totale   | Totale | Totale      | Totale     |
| Giocatore      | Presenze       | Reti           | Ammonizioni    | Espulsioni     | Presenze | Reti   | Ammonizioni | Espulsioni | Presenze | Reti    | Ammonizioni | Espulsioni | Presenze          | Reti              | Ammonizioni       | Espulsioni        | Presenze | Reti   | Ammonizioni | Espulsioni |
| -------------- | -------------- | -------------- | -------------- | -------------- | -------- | ------ | ----------- | ---------- | -------- | ------- | ----------- | ---------- | ----------------- | ----------------- | ----------------- | ----------------- | -------- | ------ | ----------- | ---------- |
| N. Aguerd      | 18             | 2              | 4              | 0              | 2        | 0      | 0           | 0          | 1        | 0       | 0           | 0          | 8                 | 0                 | 2                 | 0                 | 29       | 2      | 6           | 0          |
| J. Anang       | 0              | 0              | 0              | 0              | 0        | 0      | 0           | 0          | 0        | 0       | 0           | 0          | 1                 | 0                 | 0                 | 0                 | 1        | 0      | 0           | 0          |
| M. Antonio     | 33             | 5              | 2              | 0              | 2        | 0      | 0           | 0          | 1        | 1       | 0           | 0          | 11                | 7                 | 1                 | 0                 | 47       | 13     | 3           | 0          |
| A. Areola      | 5              | -7             | 0              | 0              | 1        | -3     | 0           | 0          | 2        | -3      | 0           | 0          | 15                | -7                | 0                 | 0                 | 23       | -20    | 0           | 0          |
| A. Ashby       | 0              | 0              | 0              | 0              | 0        | 0      | 0           | 0          | 0        | 0       | 0           | 0          | 2                 | 0                 | 0                 | 0                 | 2        | 0      | 0           | 0          |
| S. Benrahma    | 35             | 6              | 0              | 0              | 2        | 2      | 0           | 0          | 1        | 0       | 0           | 0          | 13                | 4                 | 1                 | 0                 | 51       | 12     | 1           | 0          |
| J. Bowen       | 38             | 6              | 2              | 0              | 2        | 0      | 0           | 0          | 1        | 0       | 0           | 0          | 12                | 6                 | 1                 | 0                 | 53       | 12     | 3           | 0          |
| K. Casey       | 0              | 0              | 0              | 0              | 0        | 0      | 0           | 0          | 0        | 0       | 0           | 0          | 1                 | 0                 | 0                 | 0                 | 1        | 0      | 0           | 0          |
| M. Cornet      | 13             | 0              | 0              | 0              | 0        | 0      | 0           | 0          | 0        | 0       | 0           | 0          | 7                 | 0                 | 1                 | 0                 | 20       | 0      | 1           | 0          |
| V. Coufal      | 27             | 0              | 5              | 0              | 0        | 0      | 0           | 0          | 1        | 0       | 0           | 0          | 10                | 0                 | 2                 | 0                 | 38       | 0      | 7           | 0          |
| A. Cresswell   | 28             | 0              | 3              | 0              | 0        | 0      | 0           | 0          | 1        | 0       | 0           | 0          | 8                 | 0                 | 2                 | 0                 | 37       | 0      | 5           | 0          |
| F. Downes      | 21             | 0              | 2              | 0              | 1        | 0      | 0           | 0          | 1        | 0       | 0           | 0          | 11                | 0                 | 4                 | 0                 | 34       | 0      | 6           | 0          |
| Emerson        | 22             | 1              | 2              | 0              | 2        | 0      | 0           | 0          | 1        | 0       | 0           | 0          | 8                 | 1                 | 1                 | 0                 | 33       | 2      | 3           | 0          |
| L. Fabiański   | 36             | -48            | 1              | 0              | 1        | 0      | 0           | 0          | 0        | 0       | 0           | 0          | 0                 | 0                 | 0                 | 0                 | 37       | -48    | 1           | 0          |
| P. Fornals     | 32             | 3              | 0              | 0              | 2        | 0      | 0           | 0          | 1        | 1       | 0           | 0          | 14                | 3                 | 0                 | 0                 | 49       | 7      | 0           | 0          |
| K. Forson      | 0              | 0              | 0              | 0              | 0        | 0      | 0           | 0          | 0        | 0       | 0           | 0          | 1                 | 0                 | 0                 | 0                 | 1        | 0      | 0           | 0          |
| D. Ings        | 17             | 2              | 1              | 0              | 0        | 0      | 0           | 0          | 0        | 0       | 0           | 0          | 5                 | 1                 | 0                 | 0                 | 22       | 3      | 1           | 0          |
| B. Johnson     | 17             | 0              | 0              | 0              | 2        | 0      | 0           | 0          | 1        | 0       | 0           | 0          | 8                 | 0                 | 1                 | 0                 | 28       | 0      | 1           | 0          |
| T. Kehrer      | 27             | 0              | 4              | 0              | 0        | 0      | 0           | 0          | 0        | 0       | 0           | 0          | 10                | 0                 | 2                 | 0                 | 37       | 0      | 6           | 0          |
| L. Laing       | 0              | 0              | 0              | 0              | 0        | 0      | 0           | 0          | 0        | 0       | 0           | 0          | 1                 | 0                 | 0                 | 0                 | 1        | 0      | 0           | 0          |
| M. Lanzini     | 10             | 1              | 0              | 0              | 0        | 0      | 0           | 0          | 1        | 0       | 0           | 0          | 11                | 2                 | 1                 | 0                 | 22       | 3      | 1           | 0          |
| Luizão         | 0              | 0              | 0              | 0              | 0        | 0      | 0           | 0          | 0        | 0       | 0           | 0          | 0                 | 0                 | 0                 | 0                 | 0        | 0      | 0           | 0          |
| D. Mubama      | 3              | 0              | 0              | 0              | 0        | 0      | 0           | 0          | 0        | 0       | 0           | 0          | 2                 | 1                 | 2                 | 0                 | 5        | 1      | 2           | 0          |
| A. Ogbonna     | 16             | 0              | 0              | 0              | 2        | 0      | 0           | 0          | 1        | 0       | 0           | 0          | 10                | 0                 | 3                 | 0                 | 29       | 0      | 3           | 0          |
| A. Okoflex     | 0              | 0              | 0              | 0              | 0        | 0      | 0           | 0          | 0        | 0       | 0           | 0          | 1                 | 0                 | 0                 | 0                 | 1        | 0      | 0           | 0          |
| L. Paquetá     | 28             | 4              | 5              | 0              | 2        | 0      | 1           | 0          | 0        | 0       | 0           | 0          | 11                | 1                 | 2                 | 0                 | 41       | 5      | 8           | 0          |
| F. Potts       | 0              | 0              | 0              | 0              | 0        | 0      | 0           | 0          | 0        | 0       | 0           | 0          | 2                 | 0                 | 0                 | 0                 | 2        | 0      | 0           | 0          |
| D. Rice        | 37             | 4              | 5              | 0              | 2        | 0      | 0           | 0          | 0        | 0       | 0           | 0          | 11                | 1                 | 0                 | 0                 | 50       | 5      | 5           | 0          |
| G. Scamacca    | 16             | 3              | 3              | 0              | 1        | 0      | 0           | 0          | 1        | 0       | 0           | 0          | 9                 | 5                 | 1                 | 0                 | 27       | 8      | 4           | 0          |
| O. Scarles     | 0              | 0              | 0              | 0              | 0        | 0      | 0           | 0          | 0        | 0       | 0           | 0          | 1                 | 0                 | 1                 | 0                 | 1        | 0      | 1           | 0          |
| K. Simon-Swyer | 0              | 0              | 0              | 0              | 0        | 0      | 0           | 0          | 0        | 0       | 0           | 0          | 1                 | 0                 | 0                 | 0                 | 1        | 0      | 0           | 0          |
| T. Souček      | 36             | 2              | 3              | 0              | 2        | 0      | 0           | 0          | 0        | 0       | 0           | 0          | 11                | 1                 | 2                 | 0                 | 49       | 3      | 5           | 0          |
| K. Zouma       | 25             | 2              | 0              | 0              | 0        | 0      | 0           | 0          | 0        | 0       | 0           | 0          | 7                 | 0                 | 0                 | 0                 | 32       | 2      | 0           | 0          |
| C. Coventry    | 1              | 0              | 0              | 0              | 0        | 0      | 0           | 0          | 1        | 0       | 0           | 0          | 5                 | 0                 | 1                 | 0                 | 7        | 0      | 1           | 0          |
| C. Dawson      | 8              | 0              | 2              | 0              | 1        | 0      | 1           | 0          | 0        | 0       | 0           | 0          | 4                 | 1                 | 0                 | 0                 | 13       | 1      | 3           | 0          |